# Johan Helmich Roman
Johan Helmich Roman (* 26. Oktober 1694 in Stockholm; † 20. November 1758 im Ryssby socken in der Nähe von Kalmar) war ein schwedischer Komponist der Barockzeit.

## Leben
Johan Helmich Roman erhielt ersten Musikunterricht von seinem Vater, einem Mitglied der königlich schwedischen Hofkapelle. Bereits vor 1711 wurde er selbst Mitglied der Hofkapelle. König Karl XII. erlaubte ihm in der Zeit von 1715 bis 1721 einen Studienaufenthalt in England, wo er sich bei Johann Christoph Pepusch und Attilio Ariosti weiterbildete. In dieser Zeit hatte er eine Anstellung beim Herzog von Newcastle und Begegnungen mit bedeutenden Musikern wie Georg Friedrich Händel, Francesco Geminiani, Giovanni Bononcini und anderen. Nach seiner Rückkehr im Jahr 1721 wurde er Vizekapellmeister der Hofkapelle und ab 1727 deren Leiter.
Da er der erste schwedische Komponist war, der eine größere Bedeutung erlangte, wird er „Vater der schwedischen Musik“ oder auch „der schwedische Händel“ genannt. Roman war ein Freund der leichteren, italienischen Barockmusik. Musikalisch folgte er dem Vorbild des graziösen, eher weniger polyphonen Stils von Domenico Scarlatti und Giovanni Pergolesi.
Seine bekannteste Komposition ist die Drottningholmsmusik von 1744, eine große Suite in 24 Sätzen. Er komponierte sie anlässlich der Eheschließung des schwedischen Thronfolgers Adolf Friedrich mit der Schwester Friedrichs des II. von Preußen, Luise Ulrike (Lovisa Ulrika). In Schweden bekannt wurde er insbesondere wegen seiner Reform der Kirchenmusik, welche die lateinische Sprache durch das Schwedische ersetzte.
Romans Werk umfasst Suiten, Solokonzerte und Sinfonien sowie vielfältige Werke im Bereich der Kammer- und Kirchenmusik. Seine 12 Flötensonaten sind besonders bekannt. Er war ein virtuoser Violinist, außerdem Oboist und Dirigent. Bei seiner Tätigkeit als Erster Hofkapellmeister erbrachte er große pädagogische Leistungen und arrangierte die ersten öffentlichen Konzerte in Stockholm.
Mit seiner etwa 20 Jahre jüngeren Frau, die im Alter von nur 24 Jahren starb, hatte Roman fünf Kinder. Seine letzten Lebensjahre wurden durch zunehmende Schwerhörigkeit verdüstert. Er zog sich aus Stockholm auf das Gut Lilla Haraldsmåla in Südschweden zurück, wo er schließlich einem Krebsleiden erlag.
Romans Kompositionen sind von Ingemar Bengtsson katalogisiert worden und werden normalerweise mit der sogenannten BeRI-Nummer bezeichnet.

## Werke

### Festmusik
Für Orchester
- Die Golovin-Musik, BeRI 1
- Die Drottningholmsmusik, BeRI 2 (1744)

Für Singstimmen und Orchester
- 13 Kantaten für höfische Feste, Krönungen usw.

### Übrige Werke
Instrumentalwerke
- 23 Symphonien
- 6 Ouvertüren
- 5 Orchestersuiten
- 2 Concerti grossi (darunter eines mit Cembalo obbligato)
- 5 Violinkonzerte
- 1 Konzert für Oboe d’amore, BeRI 53
- 17 Triosonaten (meist mit beziffertem Bass)
- XII Sonate a flauto traverso, violone e cembalo (Druck 1727,  Ulrika Eleonora gewidmet)
- 1 Sonate für Flöte und Cembalo
- Klavierstücke (u. a. 12 Suiten und 12 Sonaten)
- Violinsonaten und Übungen (darunter Assaggio à Violino solo, BeRI 301, Druck 1740)
- Violinduos

Vokalwerke
- Schwedische Messe für Soli, Chor und Orchester
- Kantaten (Dixit Dominus, Jubilate, Oh Gott, wir loben Dich)
- Hymnen (z. B. Beati omnes)
- Davids Psalmen für eine oder mehrere Stimmen mit Orchester
- Ca. 80 geistliche Gesänge (mit Texten besonders aus den Psalmen Davids) für eine oder mehrere Stimmen mit Generalbass oder mit Violine und Generalbass, teilweise auch mit größerer Besetzung.
- Mehrere Gesänge zu weltlichen Texten, darunter mehrere zu Gedichten von Jakob Frese, Olof von Dalin und anderen.

### Bearbeitungen durch andere Komponisten
- Svite ur Drottningholmsmusiken, für Blasorchester bearbeitet von Stig Gustafson